# Erwan Balanant
Pour les articles homonymes, voir Balanant.
Erwan Balanant, né le 21 février 1971 à Lorient, est un homme politique français. Membre du MoDem, il est député de la huitième circonscription du Finistère depuis juin 2017.

## Biographie

### Origine et formation
Erwan Balanant naît le 21 février 1971 à Lorient, dans le département du Morbihan.
Il est titulaire d'une maîtrise d'histoire contemporaine, obtenue à l'université Rennes-II, et d'un master 1 en multimédia interactif, obtenu en 1997 à l'École nationale supérieure de création industrielle. Il a également été élève à l'École du Louvre.

### Parcours professionnel
Ancien athlète de haut niveau, il a été membre de l'équipe de France espoirs en saut en hauteur.
Photographe et réalisateur de profession, il accompagne plusieurs artistes français de la maison de disques Mercury tels que Florent Pagny, Elsa Lunghini, Da Silva, Berry, ou encore Marc Lavoine, notamment pour la réalisation de clips ou spectacles. En 2017, il expose à la Villa des Arts un travail documentaire sur les femmes en situation de grande précarité mené en collaboration avec la journaliste Éloïse Bouton pour l'association Agir pour la santé des femmes ; ce travail est intitulé « À la rencontre des femmes oubliées ».
Il préside une association intermédiaire d'économie sociale et solidaire depuis 2010.

### Parcours politique

#### Débuts
Erwan Balanant rejoint le Mouvement démocrate (MoDem) dès sa création en 2007.
En 2008, il est élu au conseil municipal de Quimperlé, et devient adjoint au maire, chargé de la communication et de la vie citoyenne.
En 2010, il fait partie de la liste Modem menée par Bruno Joncour lors des élections régionales en Bretagne, sans être élu.
Il intègre l'équipe de campagne de François Bayrou lors de l'élection présidentielle de 2012, en étant chargé de sa communication visuelle. Il se présente  la même année aux élections législatives, sous les couleurs du Modem, dans la huitième circonscription du Finistère. Il est éliminé dès le premier tour avec 4,38 % des voix.
Aux élections municipales de 2014, il se présente à Quimperlé en tant que tête de liste. Recueillant 27,28 % des voix au premier tour face au candidat du Parti socialiste, Michaël Quernez, qui obtient 40,99 % des voix, il fusionne sa liste avec le candidat de la droite arrivé troisième avec 24,54 %. Au second tour, il est battu par Michaël Quernez, avec 45,93 % des voix. Il siège au conseil municipal en tant que chef de l'opposition.
En 2015, Erwan Balanant quitte le MoDem, critiquant la stratégie du parti d'alliances avec la droite.

#### Député
En 2017, investi par La République en marche, il se présente pour la seconde fois aux élections législatives dans la huitième circonscription du Finistère.
Le 18 juin 2017, il remporte le second tour de l'élection législative avec 51,45 % des voix, opposé une nouvelle fois à Michael Quernez, son ancien adversaire à la mairie de Quimperlé. Il siège au groupe Modem à l'Assemblée nationale.
Alors que le mouvement des Gilets jaunes réclame l'instauration du référendum d'initiative citoyenne, il déclare que le référendum « n'est pas du tout la solution à cette crise », évoquant toutefois la possibilité d'un référendum sur des questions constitutionnelles après les élections européennes de 2019.
En juillet 2019, dans un communiqué commun avec Sandrine Le Feur, députée LREM, il explique avoir voté contre la ratification de l'Accord économique et commercial global, dit CETA, pour « réclamer une nouvelle génération d’accords internationaux », « durables et équitables ».
Il remet en octobre 2020 aux ministres de l'Éducation nationale, Jean-Michel Blanquer, et de la Justice, Éric Dupond-Moretti, un rapport sur le harcèlement scolaire. Il y présente 120 propositions parmi lesquelles la création d'un délit spécifique au harcèlement scolaire, la distribution d'un livret de sensibilisation aux outils numériques pour les parents et la formation de l'ensemble des membres de la communauté scolaire. En février 2021, est notamment discuté de l'élaboration d'une proposition de loi sur le sujet dans le cadre d'échanges avec l'Association Hugo.
Le 24 novembre 2020, il s'abstient en première lecture lors du vote de la proposition de loi relative à la sécurité globale et vote contre l'article 24 de cette proposition de loi.
Il est rapporteur du titre sur la justice environnementale du projet de loi portant lutte contre le dérèglement climatique et renforcement de la résilience face à ses effets. Il rejette l'inscription d'un crime d’écocide comme proposé par la Convention citoyenne pour le climat, estimant qu’elle ne représente « ni l’urgence, ni la solution pour une justice plus protectrice de nos écosystèmes vivants ». Alors que le projet de loi crée un délit d'écocide « dont la portée comme l'effectivité juridique est jugée incertaine » selon La Chaîne parlementaire, il privilégie la création d'une nouvelle infraction autonome à deux niveaux, en cas d'atteinte « non négligeable » et « essentielle » à l'environnement, quitte à abandonner le terme d'écocide.
Le 24 février 2022, la proposition de loi qu'il a déposée visant à combattre le harcèlement scolaire et à en faire un délit a été adoptée en lecture définitive par l'Assemblée nationale (par 86 voix pour et 2 abstentions).
Le 27 mars 2024, il dépose un amendement visant à supprimer l'élection du président de la république au suffrage universel direct tous les cinq ans pour la remplacer par une élection au suffrage universel indirect tous les sept ans.  
Le 2 avril 2025, après près d'un an de travaux à la suite de la dissolution de l'Assemblée nationale, il présente son rapport issu de la commission d'enquête relative aux violences commises dans les secteurs du cinéma, de l'audiovisuel, du spectacle vivant, de la mode et de la publicité, présidée par Sandrine Rousseau.

## Synthèse des résultats électoraux

### Élections législatives
| Année | Parti  | Parti | Circonscription | 1er tour | 1er tour | 1er tour | 2d tour | 2d tour | 2d tour |
| Année | Parti  | Parti | Circonscription | Voix     | %        | Rang     | Voix    | %       | Issue   |
| ----- | ------ | ----- | --------------- | -------- | -------- | -------- | ------- | ------- | ------- |
| 2022  |        | MoDem | 8e du Finistère | 16 270   | 34,87    | 1er      | 23 292  | 52,43   | Élu     |
| 2024  | 18 031 | MoDem | 8e du Finistère | 27,76    | 2e       | 40 112   | 64,61   | Élu     |         |